# Палацина (Алесандрија)
Палацина је насеље у Италији у округу Алесандрија, региону Пијемонт.
Према процени из 2011. у насељу је живело 101 становника. Насеље се налази на надморској висини од 173 м.